# 尼拉貢戈火山
尼拉貢戈火山（法語：Nyiragongo）是剛果民主共和國境內的一座火山，地處東非大裂谷，毗鄰烏干達和盧旺達，屬維龍加山脈的一員，位於北基伍省省會戈馬以北19公里，是非洲最危險的火山之一。其主火山口深250米，闊2公里，擁有世界上少見的熔岩湖。不同时期，熔岩湖的海拔差别很大。1977年1月喷发前的熔岩湖，其海拔达约3250米（10,700英尺）的最高记录，其深度也达约600米（2000英尺）。现在熔岩湖的海拔则非常低，约2700米（8800英尺）。尼拉贡戈火山和附近的尼亚穆拉吉拉火山爆发次数占非洲历史上火山喷发次数总量的40％，因此被國際火山學與地球內部化學協會（IAVCEI）列為十年火山。

## 事件及意外
- 2002年1月17日，尼拉貢戈火山曾經大規模爆發，造成50萬人無家可歸，[1]250人遇难。[2]
- 2007年7月，一名香港女觀光遊客鄭兆茵在火山口附近失足墮下死亡 [3]。
- 2021年5月22日夜间，尼拉贡戈火山再次爆发，熔岩从山腰上的裂缝涌出。据美联社非官方报道，截至5月23日下午，本次爆发造成15人遇难、逾170童失蹤。[4][5]

## 地質
至今仍無法確定火山噴發了多久，但自1882年起，至少噴發了35次，經常是火山口劇烈翻滾的熔岩湖，其中包含許多長達數年的噴發活動。尼拉貢戈火山與兩個更年長的火山部分重疊，巴哈土(Baratu)與撒伊魯(Shaheru),並且被數百個因周邊噴發所形成的小型錐形火山環繞。
非洲板塊的斷裂造成了尼拉貢戈的火山作用。 熱點也可能是造成尼拉貢戈火山與尼亞穆拉吉拉火山( Nyamuragira)劇烈運動的部分原因。 
尼拉貢戈火山所噴發的熔岩通常是液態狀的，尼拉貢戈火山熔岩是由黃長石霞石岩所構成, 是一種強鹼型的火山岩石,其不常見的化學成分有可能是造能熔岩流動性的原因。反之，大多數的熔岩流動相當緩慢，並且很少對人類造成威脅, 尼拉貢戈火山熔岩可以以最高時速60哩(100公里)流下山。這是因為熔岩中的二氧化矽含量極低(熔岩是鎂鐵質)。夏威夷的火山噴發也以二氧化矽含量極低為表徵,但夏威夷火山較為廣闊,緩坡盾型火山群正好與尼拉貢戈火山的陡邊錐形火山相反, 而且二氧化矽含量也已經足以讓大多數的夏威夷火山熔岩不構成威脅。
熔岩湖的活動持續到到2010年。目前，熔岩湖大多數侷限在火山口層一個廣闊，陡邊的錐形火山，約60英呎高,60英呎寬。

## 外部連結
- 圖輯：剛果火山難民危機 (BBC中文網) （页面存档备份，存于）

## 資料來源
1. ↑  .   [2007-07-08]. （原始内容存档于2016-03-07）.
2. ↑  . BBC. 2021-05-23  [2021-05-23]. （原始内容存档于2021-05-23）.
3. ↑  .   [2007-07-08]. （原始内容存档于2007-09-22）.
4. ↑  Ron Brackett. . 天气频道. 2021-05-23  [2021-05-23]. （原始内容存档于2021-06-29）. At least 15 people have been killed, the Associated Press reported Sunday afternoon.
5. ↑  民間全民電視公司. . 民視新聞網. 2021-05-24  [2021-05-25]. （原始内容存档于2021-06-29） （中文（繁體））.